# Shasta
|  | Per a altres significats, vegeu «shasta (llengua)». |

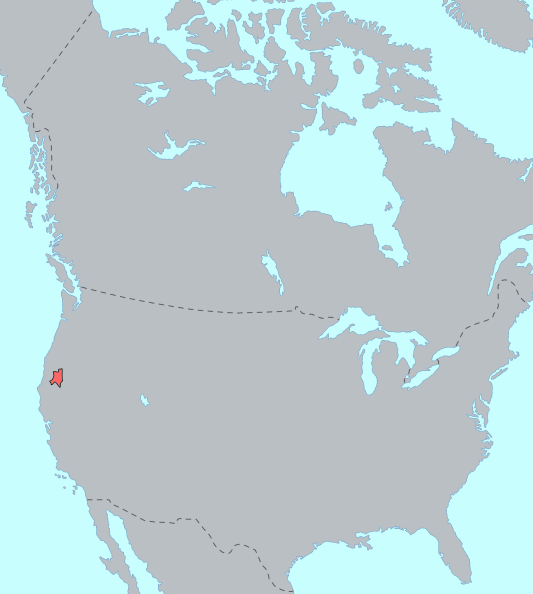
Distribució dels Shasta

Els shasta són una tribu índia de parla independent (però a vegades inclosa en el grup hipotètic hoka-sioux), el nom de la qual prové de Sǔsti'ka, nom d'una atribu de la zona el 1840, que es divideix en quatre grups: 
1. Konomihu (†).
2. Shasta New River (†).
3. Okwanuchus (†).
4. 'Shasta' (també Shastika) (†).

Els shasta, endemés, es dividien en els grups ahotireitsu, haldokekewuk o cecelville, irvaitsu, kahosadi i kammatwa o wiruhikwairuk’a.

## Localització
Vivien entre els rius Scot i Shasta i l'alt Klamath (Califòrnia). Actualment viuen a les reserves Siletz, Grande Ronde i Smith. No són una tribu reconeguda federalment, encara que els Chasta d'Oregon formen part de les Tribus Confederades de la Comunitat de Grand Ronde d'Oregon. Molts antics membres de la tribu shasta formen part de la Tribu Karuk i la ranxeria índia Alturas. Alguns membres estan reclamant al govern recuperar llur estatut tribal.

## Demografia
Cap al 1770 els shasta eren uns 2.000 individus, però el 1910 només sumaven 1.500 amb atsugewi i achonawi. El 1960 hi havia 418 a Califòrnia, en dues comunitats de 130 persones cadascuna, però el 1980 només 120 parlaven la seva llengua. Segons el cens dels EUA del 2000, hi havia 436 purs, 110 barrejats amb altres tribus, 344 amb altres races i 61 amb altres races i altres tribus. En total, 951 individus.

## Costums
La seva cultura és similar a la dels yurok i karok, sols que més pobres econòmicament. Vivien en viles a la muntanya, situades entre estretes enfilades i canyons escarpats, on el conreu és pobre.
Recollien aglans, gaies, nous i arrels, i pescaven salmons. També eren anomenats Pit River pel costum de caçar posant trampes de forats vora els marges del riu. També comerciaven amb altre tribus petxines dentades i plomes vermelles d'ocell picafustes californià.
Les cases les feien d'escorça, semblants a les de les tribus dels voltants, però només tenien la casa de suor a les viles més grans, i per aquesta raó molts d'ells es construïren cases de suor d'ús propi. Les viles eren força allunyades les unes de les altres, i tenien poques cerimònies sistematitzades.
Creien únicament en un guardià dels esperits i en el poder dels xamans i remeiers, intermediaris entre l'home i la divinitat. La seva mitologia no era tan rica com la dels maidu o wintun. El seu art en cistelleria i terrisseria era molt rudimentari.

## Història
el van tenir fins a la febre d'or del 1850, i des d'aleshores foren molt delmats pels buscadors d'or de les muntanyes californianes, per l'alcohol, les malalties venèries i l'aculturació. Molts foren emmetzinats pels blancs a Fort Jones el 1851.
A finals del segle xix els supervivents foren internats en la reserva índia Klamath, el 1871 s'uniren a la ghostdance i el 1921 patiren una epidèmia de verola; però el 1967 els aplicaren la política de terminació índia.